# 히로야 (킥복싱 선수)
히로야(HIROYA)는 일본의 킥복싱 선수다. 1992년 1월 6일 일본에서 태어났다. 본명은 카와베 히로야이다. 키 164cm에 체중 60kg로 제 2의 마사토라 불리며 K-1 고교생 대회인 코시엔(일본어: 甲子園[こうしえん])에서는 대단한 실력을 갖추고 있다.

### K-1 전적
- 13전 12승 1패(4 KO)

| 경기일자         | 상대              | 결과 | 내용            | 대회                                                          |
| ---------------- | ----------------- | ---- | --------------- | ------------------------------------------------------------- |
| 2009년 2월 23일  | 사이가 키자에몬   | 승   | 3R 판정         | K-1 월드 맥스 2009 일본대표 결정 토너먼트(K-1 Youth)          |
| 2008년 12월 31일 | 우라베 코야       | 승   | 4R 연장판정     | K-1 프리미엄 2008 다이너마이트(K-1 甲子園 결승전)             |
| 2008년 12월 31일 | 시마다 쇼타       | 승   | 3R 판정         | K-1 프리미엄 2008 다이너마이트(K-1 甲子園 준결승전)           |
| 2008년 10월 1일  | 히라츠카 타이시   | 승   | 1R 24초 KO      | K-1 월드 맥스 2008 세계결정 토너먼트 결승전(K-1 甲子園 8강전) |
| 2008년 8월 29일  | 소노다 켄고       | 승   | 3R 판정         | K-1 코시엔 king of under 18 final 16                          |
| 2008년 4월 9일   | 후지 츠카사       | 승   | 3R 판정         | K-1 월드 맥스 2008 세계결정 토너먼트 개막전(K-1 Youth)        |
| 2008년 2월 2일   | 로비 하헤만       | 승   | 2R 2분 7초 KO   | K-1 월드 맥스 2008 일본대표결정 토너먼트(K-1 Youth)           |
| 2007년 12월 31일 | 유다이            | 패   | 4R 연장판정     | K-1 프리미엄 2007 다이너마이트(K-1 甲子園 결승전)             |
| 2007년 12월 31일 | 사이가 키자에몬   | 승   | 3R 판정         | K-1 프리미엄 2007 다이너마이트(K-1 甲子園 준결승전)           |
| 2007년 10월 3일  | 권민석            | 승   | 3R 판정         | K-1 월드 맥스 2007 세계대표결정 토너먼트 결승전(K-1 Youth)    |
| 2007년 6월 23일  | 로이 탄           | 승   | 3R 판정         | K-1 월드 GP 2007 in Amsterdam(K-1 Youth)                      |
| 2007년 4월 4일   | 니시무라 노리타카 | 승   | 1R 2분 47초 KO  | K-1 월드 맥스 2007 세계최종(K-1 Youth)                        |
| 2007년 2월 5일   | 타카하시 아키히로 | 승   | 3R 2분 45초 TKO | K-1 월드 맥스 2007 일본대표결정 토너먼트(K-1 Youth)           |

## 타이틀
- 2005년 아마추어 무에타이 세계선수권 45kg급 우승
- 2006년 제5회 세계킥복싱선수권 아시아대회 54kg급 우승
- 2008년 K-1 코시엔 토너먼트 우승